# Stephanopis rufiventris
Stephanopis rufiventris is een spinnensoort in de taxonomische indeling van de krabspinnen (Thomisidae).
Het dier behoort tot het geslacht Stephanopis. De wetenschappelijke naam van de soort werd voor het eerst geldig gepubliceerd in 1871 door Bradley.